# Xenopepla flavinigra
Xenopepla flavinigra là một loài bướm đêm trong họ Geometridae.